# Étang de But
L'Étang de But est un étang, classé ZNIEFF de type I, situé sur la commune de Saint-Étienne-du-Bois dans le département de l'Ain. Quelques parcelles de la ZNIEFF sont situées sur la commune de Viriat.

## Statut
Le site est classé zone naturelle d'intérêt écologique, faunistique et floristique de type I. Le 11 septembre 2014, l'étang de But est l'un des sept premiers sites labellisés « Espace naturel sensible (ENS) » sur le département de l'Ain.

## Description
Ce petit étang est remarquable pour sa flore. Il est situé en bordure de la forêt de Chareyziat.  Cette forêt est traversée par l'autoroute A39. L'étang est géré conformément aux mesures compensatoires liées à la construction de l'autoroute. La SAPRR, concessionnaire, a du mettre des mesures en place pour compenser les impacts du projet autoroutier. La SAPRR a acquis les terrains qui ont été par la suite rétrocédés à la commune de Saint-Étienne-du-Bois. En 1999, un le site a été confié en gestion au Conservatoire Rhône-Alpes des espaces naturels (CREN aujourd'hui CEN) par le biais d'une convention tripartite SAPRR, CREN, commune de Saint-Étienne-du-Bois,.

## Flore
- Laîche de Bohême:  Carex bohemica
- Écuelle d'eau, Hydrocotyle vulgaris, protégée dans tout le département
- Scirpe ovale, Eleocharis ovata
- Léersie faux riz, Leersia oryzoides
- Fougère des montagnes, Oreopteris limbosperma
- Fougère royale, Osmunda regalis
- Groseillier rouge, Ribes rubrum
- Scirpe mucroné, Schoenoplectus mucronatus
- Petite Scutellaire, Scutellaria minor
- Rubanier émergé, Sparganium emersum
- Utriculaire commune, Utricularia vulgaris[3].

## Faune

### Oiseaux
L'étang est fréquenté par des espèces protégées : Autour des palombes, Martin-pêcheur d'Europe, Cigogne blanche, Bruant des roseaux, Faucon hobereau et la Foulque macroule.

### Libellules
30 espèces d'odonates sont connues sur l’étang de But parmi lesquelles :
- Cordulie à deux taches Epitheca bimaculata
- Leucorrhine à gros thorax, Leucorrhinia pectoralis